# Meu Sonho Perdido
Meu Sonho Perdido é um álbum do cantor mexicano Luis Miguel, lançado em 1985. É a versão brasileira do álbum Palabra de Honor de 1984. O disco conta com nove canções em português do álbum original e uma em espanhol chamada "Mírate".

## Informações
Por conta do crescente sucesso que Luis Miguel estava obtendo no Brasil na época, devido ao lançamento de algumas canções suas em português, o cantor decidiu regravar o álbum Palabra de Honor dedicado ao país.
Em 1983, Miguel regravou algumas canções de Un Sol e Decídete em português sendo lançadas separadas em formato 7" single para que o cantor pudesse ingressar aos poucos no mercado brasileiro. No ano seguinte, as faixas foram reunidas em um único álbum intitulado Decide Amor.
Para Meu Sonho Perdido, as canções foram traduzidas para o português por Carlos Colla. Exceto "Mírate" (a mesma "Muñeca Rota" do álbum Palabra de Honor), as canções traduzidas foram: "Tu No Tienes Corazón" ("Tú"), "Un Rock & Roll Sonó" ("Um Rock & Roll Tocou"), "La Chica del Bikini Azul" ("Menina do Biquini Azul"), "Lili" ("Danny"), "Hablame" ("Chama-me"), "Rey de Corazones" ("Rei, Rei, Rei"), "Me Muero Por Tí" ("Eu Quero Você"), "Salva-me" ("Isabel") e "Palabra de Honor" ("Meu Sonho Perdido").

## Faixas
| N.º            | Título                   | Compositor(es)                                  | Duração |  |
| 1.             | "Tu"                     | Honorio Herrero Carlos Colla                    | 2:39    |  |
| 2.             | "Um Rock & Roll Tocou"   | Juan Carlos Calderón Herrero Colla              | 3:04    |  |
| 3.             | "Menina do Biquini Azul" | Herrero Colla                                   | 2:56    |  |
| 4.             | "Danny"                  | Luis Gómez Escolar Colla                        | 3:28    |  |
| 5.             | "Chama-me"               | Gómez Escolar Herrero Colla                     | 2:39    |  |
| 6.             | "Rei, Rei, Rei"          | Gómez Escolar Herrero Colla                     | 2:30    |  |
| 7.             | "Eu Quero Você"          | Herrero Colla                                   | 2:09    |  |
| 8.             | "Salva-me"               | José Ramón Florez J. Giralt Colla               | 2:31    |  |
| 9.             | "Meu Sonho Perdido"      | Florez Gómez Escolar Julio Seijas Herrero Colla | 2:20    |  |
| 10.            | "Mírate (Muñeca Rota)"   | Gómez Escolar Herrero                           | 3:10    |  |
| Duração total: | Duração total:           | Duração total:                                  | 26:36   |  |